# On the Sale by Auction of Keats' Love Letters
On the Sale by Auction of Keats' Love Letters is een gedicht van Oscar Wilde uit 1885. Het sonnet verscheen voor het eerst in het blad 'Dramatic Review' in januari 1886, eveneens in een heruitgave van Wildes Poems uit 1908 en in diverse bloemlezingen.
Het gedicht gaat over de, met de nodige protesten omringde, veiling van brieven van de al op 25-jarige leeftijd overleden en vooral na zijn dood zeer gewaardeerde dichter John Keats. Al vroeg na zijn overlijden begonnen vrienden met het verzamelen van zijn correspondentie. Zijn liefdesbrieven aan Fanny Brawne, met wie hij, zoals pas later bleek, van december 1818 tot zijn dood in februari 1821 verloofd was, dateren uit de jaren 1819 en 1820. Uit respect voor haar werden deze brieven niet gepubliceerd tijdens haar leven en toen dat uiteindelijk in 1878 toch gebeurde, bleven protesten over de inbreuk op het privéleven van Keats en Fanny Brawne niet uit.
Op 2 maart 1885 werden de brieven geveild bij het veilinghuis Sotheby's in Londen. Wilde was hierbij aanwezig en kocht zelf enige van de aangeboden zaken aan. Uit het gedicht blijkt echter verontwaardiging over de gang van zaken bij de openbare verkoping en de dichter trekt een vergelijking met de Romeinse soldaten die na de dood van Jezus dobbelden om diens mantel.

## Tekst
These are the letters which Endymion wrote

To one he loved in secret, and apart.

And now the brawlers of the auction mart

Bargain and bid for each poor blotted note,

Ay! for each separate pulse of passion quote

The merchant's price. I think they love not art

Who break the crystal of a poet's heart

That small and sickly eyes may glare and gloat.

Is it not said that many years ago,

In a far Eastern town, some soldiers ran

With torches through the midnight, and began

To wrangle for mean raiment, and to throw

Dice for the garments of a wretched man,

Not knowing the God's wonder, or His woe?